# Hortobágy, Hajdú-Bihar
Hortobágy (în română Hârtibaciu, în germană Harbachtal) este un sat în districtul Balmazújváros, județul Hajdú-Bihar, Ungaria, având o populație de 1.579 de locuitori (2011). 

## Demografie
Componența etnică a satului Hortobágy
     Maghiari (97,19%)
     Germani (1,63%)
     Necunoscut (0,37%)
     Alții (0,81%)
Componența confesională a satului Hortobágy
     Fără religie (47,75%)
     Reformați (12,92%)
     Romano-catolici (9,06%)
     Necunoscută (28,37%)
     Alte religii (2,66%)
Conform recensământului din 2011, satul Hortobágy avea 1.579 de locuitori. Din punct de vedere etnic, majoritatea locuitorilor (97,19%) erau maghiari, cu o minoritate de germani (1,63%). Apartenența etnică nu este cunoscută în cazul a 0,37% din locuitori. Nu există o religie majoritară, locuitorii fiind persoane fără religie (47,75%), reformați (12,92%) și romano-catolici (9,06%). Pentru 28,37% din locuitori nu este cunoscută apartenența confesională.